# Cem Özgönül
Cem Özgönül (* 1972 in Sakarya, Türkei) ist ein deutsch-türkischer Publizist, der 2006 im Kölner Önel-Verlag sein Erstlings-Buch Der Mythos eines Völkermordes. Eine kritische Betrachtung der Lepsiusdokumente sowie der deutschen Rolle in Geschichte und Gegenwart der „armenischen Frage“ veröffentlichte, in der er bestimmte historische Quellen für den Völkermord an den Armeniern in Frage stellte.

## Leben
Özgönül studierte Mathematik, Soziologie und Philosophie. Er lebt und arbeitet als freier Publizist in Köln.

## Debatte
Özgönül befasst sich in seinem Buch mit den so genannten Lepsiusdokumenten, einer Quellenedition der Originalakten des deutschen Auswärtigen Amts, die nach dem Ersten Weltkrieg im Jahre 1919 von Johannes Lepsius publiziert wurde und bis in die 1960er Jahre als die wichtigste Quelle für den Völkermord an den Armeniern galt. Nachdem Manipulationen in den Lepsiusdokumenten festgestellt wurden, hat der Journalist Wolfgang Gust 2005 eine überarbeitete Quellenedition der Originalakten des Auswärtigen Amts veröffentlicht.
Özgönül versucht zu beweisen, dass die (nach Özgönül durch Lepsius selbst) vorgenommenen Manipulationen an den Dokumenten nicht nur zur Kaschierung der deutschen Beteiligung entstanden wären (wie zuvor schon u. a. Wolfgang Gust erklärt hatte), sondern geht noch einen Schritt weiter, indem er behauptet, dass Lepsius nicht nur zu Gunsten der Deutschen, sondern auch zu Gunsten der Armenier die Dokumente manipuliert hätte.
Lepsius habe entsprechende Passagen in den Telegrammen der deutschen Botschafter im Osmanischen Reich, in denen sie mitteilten, dass die Osmanische Regierung die „humane Durchführung der Umsiedlung“ angeordnet hat oder die Passagen, die Massaker der Armenier an der „muselmanischen Bevölkerung“ oder Verwüstung der „muselmanischen Stadtteile“ durch die Armenier aufzeigen und Passagen über weitere Vor- und Nachgeschichten konsequent ausgeblendet oder manipuliert.
Diese Behauptungen sind laut Özgönül für jedermann nachvollziehbar, der die Originaldokumente des Auswärtigen Amtes mit der Quellenedition von Lepsius vom Jahre 1919 selbst vergleicht. Die Akten des Auswärtigen Amts Berlin zum Themenkomplex sind die Mikrofiche-Nr. 7086 bis 7204 (Akte: Türkei 183) und die Mikrofiche-Nr. 7205 bis 7270 (Akte: Botschaft Konstantinopel – Armenien).
Dass es Manipulationen in der Quellenedition von Lepsius gibt, ist unumstritten. Auch Wolfgang Gust hat darüber schon berichtet. Strittig ist der Grad der Manipulationen. Allerdings schreibt Özgönül Bezug nehmend auf die Schrift Magisches Viereck von Gust: „wer aber die Originale mit der Lepsius-Edition vergleicht, wird sehen, das eben nicht nur zu Gunsten der Deutschen manipuliert wurde, sondern ebenso zugunsten der Armenier“.
Auch unumstritten ist die Bedeutung und der Stellenwert der Lepsius-Edition in der bisherigen Genozidforschung. Gust hat dazu kurz vor Erscheinen von Özgönüls Buch in seiner Schrift Magisches Viereck schon folgendes geschrieben: „Ohne Lepsius hätte die deutsche Öffentlichkeit nur wenig von den Ungeheuerlichkeiten erfahren, die die Armenier erst im befreundeten, dann sogar verbündeten Osmanischen Reich zu erleiden hatten. Und bis heute gelten im deutschen Sprachbereich seine Schriften über die Tragödien der Armenier als die wichtigsten.“
Die zweite Quellenedition der Originaldokumente des Auswärtigen Amts hat nun Wolfgang Gust 86 Jahren nach der manipulierten Lepsius-Edition veröffentlicht.
Özgönül schreibt, dass wegen der Manipulationen in den Lepsiusdokumenten „der Ruf nach einer neuen, auf den ersten Blick von Lepsius unabhängigen Edition des deutschen Archivmaterials erschallte. Diesen Bedarf hat neuerdings Wolfgang Gust mit einer fast siebenhundert Seiten starken Edition mehr oder minder gedeckt. Mehr oder minder deswegen, da auch diese neue Edition auf der Grundlage des Postulats eines in seiner Faktizität zweifelsfreien Genozids vorgenommen und dementsprechend selektiv gestaltet wurde“.
Özgönül kritisiert dieses selektive Vorgehen von Gust bei dessen Analyse der Manipulationen von Lepsius als unverständlich. Gust betitelt eine seiner Schriften schon als „Magisches Viereck“, wobei Gust in dieser Schrift eben jenes Viereck erwähnt, das die in einem Brief selbsterklärte Lebensaufgabe von Lepsius war, nämlich: Entlastung Deutschlands, Belastung der Türkei, Reservebedürftigkeit des Amtes und Vertrauensgewinnung der Armenier. Özgönül schreibt in Bezug auf Gusts Arbeitsweise bei dessen Analyse der Lepsius-Manipulationen: „Wie man sich trotz dessen auf eine beim wahrsten Sinne des Wortes – zweidimensionale Analyse hinsichtlich der Manipulationsmotive des Lepsius fokussieren kann, welche sich auf die Motive ‚Entlastung Deutschlands‘ sowie ‚Reservebedürftigkeit des Amtes‘ beschränkt, ist offen gesagt ein Rätsel.“
Auf der großen dreitägigen Konferenz Neue Ansätze in den türkisch-armenischen Beziehungen (2006) in Istanbul, auf der neben Gegnern und Infragestellern der Genozid-Auffassung auch drei Wissenschaftler, die die Ereignisse klar als Genozid klassifizieren teilnahmen, trat Özgönül als zweiter Historiker (nach Wolfgang Gust) in der Geschichte der Genozidforschung auf, der die deutschen Originaldokumente des Auswärtigen Amtes mit den Versionen in der Quellenedition verglichen hat, die 1919 von Johannes Lepsius veröffentlicht wurde, und als erster Historiker, der behauptete pro-armenische Manipulationen thematisiert hat. (Gust hatte nur die pro-deutschen Manipulationen thematisiert.) Ara Sarafian, einer der gegenwärtigen Genozidverfechter, sagte während der Konferenz den türkischen Historikern zu, in Zukunft gemeinsame Projekte zu machen. Hilmar Kaiser, ein weiterer Genozid-Verfechter auf der Konferenz, hat Özgönüls Thesen nicht widersprochen.
Boris Kalnoky sprach im März 2006 in der deutschen Tageszeitung Die Welt von einer möglichen „Trendwende in der Debatte über den Genozid an den Armeniern“, die Özgönüls Buch herbeiführen könne, wenn es einer kritischen Prüfung standhalte, und nannte es als „wohl das beste Werk in deutscher Sprache, das die türkischen Argumente synoptisch zusammenfaßt.“
Tessa Hofmann und Wolfgang Gust sprachen sich bereits kurz nach der Konferenz massiv gegen die Thesen Özgönüls aus. Gust kritisiert dessen Kernthesen in der Zeitschrift Armenisch-Deutsche Korrespondenz als wissenschaftlich unhaltbar. Er führt an, dass die von Özgönül vorgetragene Kritik an den durch Johannes Lepsius bekannt gewordenen Dokumenten aus dem Archiv des Deutschen Auswärtigen Amtes zum Armenier-Genozid erstens unbegründet und zweitens noch nicht einmal durch eigene Quellenstudien untermauert sei. Özgönül werte Manipulationen in der von Lepsius 1919 herausgegebenen Dokumentensammlung, die seit der Neuedition sämtlicher Originaldokumente durch Wolfgang Gust 2005 sowohl als Buch als auch im Internet für jedermann nachvollziehbar sind, als Beleg für die Fälschung historischer Zeugnisse; er lasse dabei außer Acht, dass die Augenzeugenberichte über die Deportationen und Massaker, auf die sich die deutschen Konsuln im (mit Deutschland kriegsverbündeten) Osmanischen Reich in ihrer internen Korrespondenz mit der deutschen Botschaft in Konstantinopel beziehen, die den wichtigsten Teil der Dokumentensammlung ausmachen, von Lepsius in keiner Weise beeinflusst sein könnten, da dieser nach Kriegsbeginn keine direkte Verbindung mehr zu den Orten des Geschehens gehabt habe. Özgönüls Versuch, Lepsius als Schlüsselfigur der Orientpolitik des Deutschen Kaiserreiches aufzubauen, der während des Völkermordgeschehens Verbindungen ins Innere des Osmanischen Reiches hinein gehabt habe, erscheint in der kritischen Betrachtung von Gust, der Lepsius’ Rolle unter bestimmten Aspekten selbst problematisiert hat, als abwegig.
Darüber hinaus hat Wolfgang Gust zugesagt, den „Assistenten von Özgönül zu spielen“, indem er in seinem Internetportal armenocide.de die Telegramme des Auswärtigen Amtes so umbenennen wird, wie Özgönül sie in seinem Buch genannt hat. Özgönül kritisiert in seinem Buch (S. 26), dass Gust in seiner Quellenedition unverständliche Quellverweise auf die Originaldokumente des AA verwendet hat und dass eine solche Zitation faktisch eher einer Quellverweigerung gleicht, als dem Nachweis einer solchen. Gust verwendet in seiner Quellenedition sogenannte „R“-Nummern als Verweise. Eine „R“-Nummer fasst drei bis fünf Mikrofiche-Nummern zusammen. Es ist demnach keine Seltenheit, dass ein Verweis auf eine „R“-Nummer ein Verweis auf bis zu 500 Seiten AA-Dokumente ist. (Eine Mikrofiche-Nr. umfasst in der Regel 98 Seiten). Özgönül gibt in seinem Buch dagegen die exakte Mikrofiche-Nummer als Verweis an, so wie sie in den Originaldokumenten des Auswärtigen Amts vergeben sind. Allerdings sind R-Dokumente im Archiv auffindbar, einen Microfiche muss man käuflich erwerben.
Tessa Hofman hat sich dagegen nicht mehr gemeldet. Sie hatte sich kurz nach der Nachricht über die Konferenz im WDR zu Wort gemeldet und das Werk als „alten Hut“ bezeichnet. Sie hat dann allerdings zugegeben, das Buch noch gar nicht gelesen zu haben. Seitdem hat sie zu dem Buch nicht mehr Stellung genommen.
Der Turkologe und Historiker Hans-Lukas Kieser von den Universitäten Bamberg und Zürich warf Özgönül ein folgenschweres gravierendes Fehlurteil vor. Er wies darauf hin „dass der Hauptbefund des Vergleiches zwischen Originaldokumenten und der Lepsiusausgabe von Özgönül übergangen wird, nämlich derjenige, dass die Veränderungen zum allergrößten Teil vom Auswärtigen Amt vorgenommen wurden“, das daran interessiert gewesen sei, die deutsche Mitverantwortung am Völkermord zu verwischen. „Insofern irrt sich Özgönül schlicht im Adressaten.“ Außerdem gebe es im Gegensatz zu Özgönüls Behauptungen zahlreiche voneinander unabhängige Primärquellen für die Vernichtung der Armenier.
Wolfgang Gust und Tessa Hofmann haben bezweifelt, dass es Özgönül, der die bekannten Tatsachen des Völkermordes an den Armeniern formal nicht abstreitet, wirklich um seriöse wissenschaftliche Arbeit gehe. Özgönüls Meinung nach ist dieses Kapitel der osmanischen Geschichte noch zu wenig erforscht, um eine abschließende Beurteilung darüber zu ermöglichen, inwieweit die Bezeichnung der zweifelsohne für die Armenier vernichtenden Geschehnisse als Völkermord historisch haltbar ist. In diesem Zusammenhang versucht Özgönül mit seiner Hinterfragung der Lepsius-Dokumente, Zweifel daran aufzuwerfen, dass das Thema aus historisch-kritischer Sicht tatsächlich bereits eindeutig einzuordnen ist.
Özgönül versucht hauptsächlich durch simple Abgleichung mit den Originaldokumenten des Auswärtigen Amts Berlin die Behauptung aufzustellen, dass sich durch mehrere Manipulationen und selektive Vorgangsweisen seitens der radikalsten Genozidverfechter mittlerweile ein „Mythos vom Völkermord“ in den Köpfen festgesetzt hat, obwohl die wissenschaftliche Beweislage aus seiner Sicht längst nicht so eindeutig ist. Özgönül behauptet, dass es besonders schwer ist, gegen Mythen anzukämpfen, da Mythen auch einen Teil der Identität eines jeden Volkes ausmachen und die radikalsten Genozidverfechter zu weiteren selektiven Vorgehensweisen verleiten – auch unbewusst.
Eine Sichtweise auf Mythenbildung, die der Vorwortautor Udo Witzens teilt.

## Kritik
In seinem Buch Der Mythos eines Völkermordes versucht Özgönül, Johannes Lepsius als Kopf einer angeblichen Verschwörung gegen das damalige Osmanische Reich darzustellen, die das Ziel verfolgt habe, den Völkermord an den Armeniern vorzutäuschen. Özgönül bestreitet in diesem Buch außerdem die Verantwortung der jungtürkischen Regierung für die systematische Planung und Durchführung des Völkermordes an den Armeniern. Damit steht Özgönüls Buch ganz in der Tradition der staatlichen türkischen Leugnungspolitik, die türkische Geschichtswissenschaftler ermuntert, den Völkermord an den Armeniern zu leugnen, um die türkische Geschichte von belastenden Verbrechen zu „säubern“. Die Türkei sieht sich jedoch aufgrund ihrer Leugnungspolitik seit einigen Jahren einer wachsenden internationalen Kritik ausgesetzt, die sich in erster Linie auf einen breiten Konsens unter internationalen Historikern bezüglich der Faktizität des Völkermordes an den Armeniern stützt. Wolfgang Gust betont dabei, die Vernichtungsabsicht der osmanischen Regierung gegenüber den Armeniern sei in den deutschen Dokumenten wiederholt belegt.